# おうみ (補給艦)
おうみ（ローマ字：JS Oumi、AOE-426）は、海上自衛隊の補給艦。ましゅう型補給艦の2番艦。艦名は琵琶湖の古名、万葉集に記された「淡海（おうみ：淡水の海）」に由来し、この命名由来による艦名としては初代（詳しくは艦名の項を参照）。
本記事は、本艦の艦暦について主に取り扱っているため、性能や装備等の概要についてはましゅう型補給艦を参照されたい。

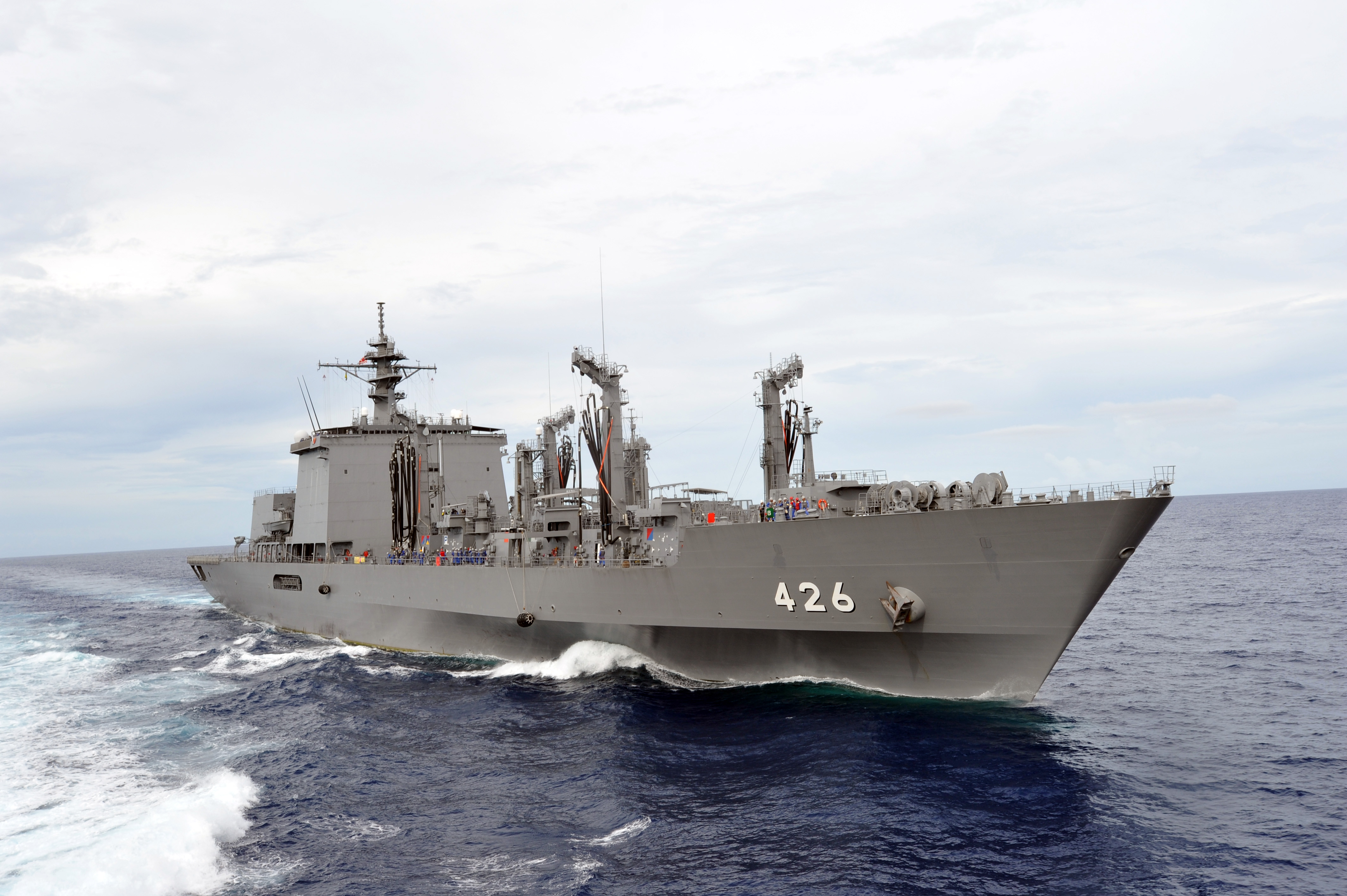
洋上を往く「おうみ」

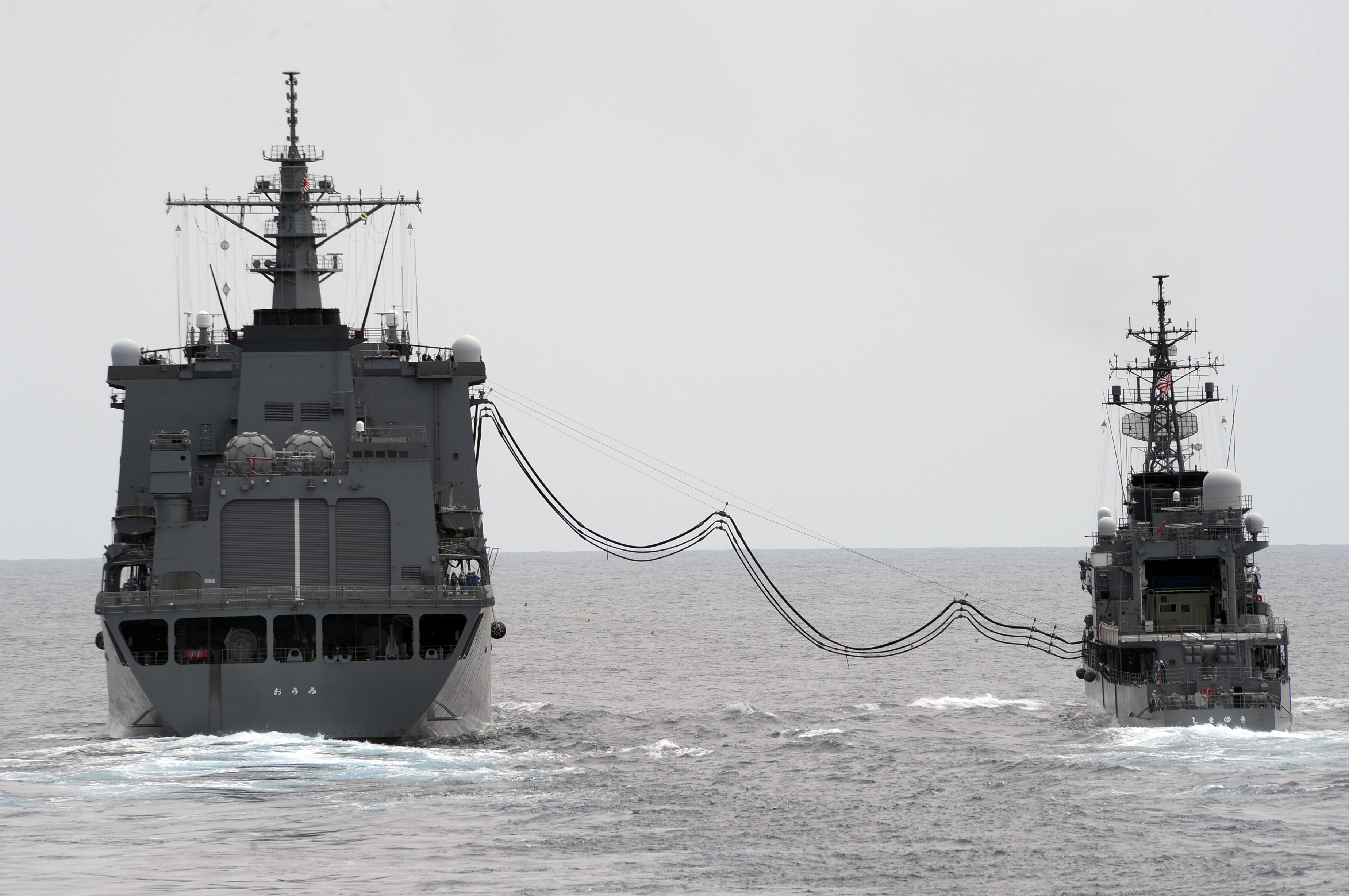
練習艦「しまゆき」へ洋上補給を行っている「おうみ」

## 艦歴
「おうみ」は、中期防衛力整備計画に基づく平成13年度計画13,500トン補給艦4016号艦として、ユニバーサル造船舞鶴事業所で2003年2月7日起工され、2004年2月19日に進水、2005年3月3日竣工し、護衛艦隊に直轄艦として編入され佐世保に配備された。
2006年3月14日、テロ対策特別措置法に基づき、護衛艦「いなづま」と共にインド洋に派遣。同年7月まで任務に従事し、8月7日に帰国した。 乗員中に同任務に派遣された海上自衛隊初の女性自衛官16名を含み派遣された。なお、同年4月3日、護衛艦隊隷下に第1海上補給隊が新編され編入された。
2008年1月16日、新テロ特措法が成立。同年1月24日、護衛艦「むらさめ」と共にインド洋に派遣、2月21日から補給活動を再開する。同年5月まで任務に従事し、6月3日に帰国した。
2009年7月22日、新テロ特措法に基づき佐世保を出港、「すずなみ」とは途中で合流しインド洋に派遣され、任務を終え同年12月23日に帰港する。
2011年3月11日、東日本大震災では岩手県知事から災害派遣要請があり、自衛艦隊司令官の令により出港。4月3日夜には、福島第一原子力発電所の原子炉冷却水をアメリカ軍から提供されたバージへの補給作業を行った。
2019年1月18日午後、東シナ海の公海上（上海の南約410kmの沖合）で北朝鮮船籍のタンカー「AN SAN 1（アンサン1）号」（IMO番号：7303803）と船籍不明の小型船舶が、国連安保理決議で禁止されている「瀬取り」とみられる作業を行っていたことを確認した。なお「AN SAN 1号」は、2018年3月に国連安保理北朝鮮制裁委員会から資産凍結・入港禁止の対象に指定された船舶であり、2018年6月29日にも瀬取り行為を行っているのを海上自衛隊第14護衛隊所属の護衛艦「せんだい」が現認している。
2019年3月2日未明、東シナ海の公海上（上海の南約390kmの沖合）で北朝鮮船籍のタンカー「SAEBYOL（セビョル）号」（IMO番号：8916293）と船籍不明の小型船舶が、国連安保理決議で禁止されている「瀬取り」とみられる作業を行っていたことを確認した。
なお「SAEBYOL号」は、2016年3月に国連安保理北朝鮮制裁委員会から資産凍結・入港禁止の対象に指定された船舶である。
2019年9月26日～10月4日にかけて日米印共同訓練（マラバール2019）に参加する。佐世保から関東南方に至る海空域おいて実施され、海自からは他に護衛艦「さみだれ」、「ちょうかい」、「かが」、P-1哨戒機 。米海軍からは駆逐艦「マッキャンベル」、P-8A、潜水艦、インド海軍からはフリゲート「サヒャドゥリ」、 コルベット「キルタン」、 P-8I が参加し、対抗訓練、対潜戦訓練、対空戦訓練、対水上射撃訓練、対空射撃訓練、洋上補給訓練を実施した。
2021年8月26日、東シナ海において米沿岸警備隊巡視船「マンロー」と日米共同訓練（ILEX21‐3）を実施した。海自補給艦から米沿岸警備隊に対しての洋上補給は初めて。
同年11月3日、東シナ海において米海軍駆逐艦「デューイ」と日米共同訓練（ILEX21-5）を実施した。
2022年11月8日から11月15日にかけて、関東南方海域において実施される日米印豪共同訓練（マラバール2022）に護衛艦「たかなみ」・「しらぬい」・「ひゅうが」、輸送艦「くにさき」、潜水艦、P-1哨戒機、UP-3D多用機、特別警備隊とともに参加する。米海軍からは空母「ロナルド・レーガン」、巡洋艦「チャンセラーズビル」、駆逐艦「ミリウス」、P-8A哨戒機、特殊作戦部隊が、インド海軍からはフリゲート「シヴァリク」、コルベット「カモルタ」、P-8I、特殊作戦部隊、オーストラリア海軍からはフリゲート「アランタ」、補給艦「ストルワート」、潜水艦、オーストラリア空軍からはP-8Aが参加し、各種戦術訓練（対潜戦、対空戦、洋上補給等）を実施する。
2023年1月26日、沖縄周辺海域において、米海軍巡洋艦「アンティータム」と日米同盟の抑止力・対処力を強化するため、日米共同訓練（ILEX23）を実施した。
同年10月6日から10月8日にかけて、佐世保港及び九州西方海域において米海軍油槽船「アカディア・トレーダー」と日米共同訓練（ILEX23‐6）を実施した。
2024年4月5日、日本海において米海軍駆逐艦「ホッパー」と日米共同訓練（ILEX24‐2）を実施した。
2025年4月28日、東シナ海においてイタリア海軍フリゲート「アントニオ・マルチェリア」と日伊共同訓練を実施した。訓練項目は洋上補給訓練、PHOTOEX。
現在は、護衛艦隊第1海上補給隊に所属している。定係港は佐世保。

### 歴代艦長
| 代       | 氏名       | 在任期間               | 出身校・期          | 前職                                              | 後職                                           | 備考     |
| 艤装員長 | 艤装員長   | 艤装員長               | 艤装員長            | 艤装員長                                          | 艤装員長                                       | 艤装員長 |
| -------- | ---------- | ---------------------- | ------------------- | ------------------------------------------------- | ---------------------------------------------- | -------- |
| -        | 御厨清志   | 2004.2.19 - 2005.3.2   | 愛知工大・ 25期幹候 | さがみ艦長                                        | おうみ艦長                                     |          |
| 艦長     |            |                        |                     |                                                   |                                                |          |
| 01       | 御厨清志   | 2005.3.3 - 2006.8.9    | 愛知工大・ 25期幹候 | おうみ艤装員長                                    |                                                |          |
| 02       | 大平愼一   | 2006.8.10 - 2007.8.31  | 防大24期            | しらせ艦長 →2006.7.3 佐世保海上訓練指導隊付       | 佐世保海上訓練指導隊司令                       |          |
| 03       | 後藤大輔   | 2007.9.1 - 2010.2.18   | 東海大・ 30期幹候   | 大湊海上訓練指導隊司令                            | 第1練習隊司令                                  |          |
| 04       | 横田文夫   | 2010.2.19 - 2011.8.25  | 大阪外大・ 33期幹候 | 海上訓練指導隊群司令部幕僚                        | 佐世保海上訓練指導隊司令                       |          |
| 05       | 池田秀人   | 2011.8.26 - 2013.6.30  | 防大28期            | 護衛艦隊司令部付                                  | 海上訓練指導隊群司令部                         |          |
| 06       | 松田弘毅   | 2013.7.1 - 2015.1.19   | 立大・ 35期幹候     | しらせ艦長                                        | 呉海上訓練指導隊司令                           |          |
| 07       | 矢野幸浩   | 2015.1.20 - 2015.11.26 | 防大30期            | 海上訓練指導隊群司令部首席幕僚                    | 舞鶴基地業務隊補充部付 →2015.12.1 ひゅうが艦長 |          |
| 08       | 宇仁健一郎 | 2015.11.27 - 2017.9.10 | 防大34期            | あたご艦長                                        | 海上自衛隊第1術科学校勤務                      |          |
| 09       | 藤原秀幸   | 2017.9.11 - 2019.9.16  | 防大33期            | 佐世保地方総監部防衛部 第3幕僚室長 兼 第5幕僚室長 | 海上自衛隊第1術科学校教育第1部長               |          |
| 10       | 鈴木拓哉   | 2019.9.17 - 2021.5.31  | 慶應大・ 42期幹候   | 余市防備隊司令                                    | 大湊地方総監部防衛部勤務                       |          |
| 11       | 𠮷福俊彦   | 2021.6.1 - 2022.9.20   |                     | 海上訓練指導隊群司令部首席幕僚                    | 護衛艦隊司令部付                               |          |
| 12       | 榎谷真一   | 2022.9.21 - 2024.9.12  |                     | あすか艦長 →2022.9.14 護衛艦隊司令部勤務          | 佐世保地方総監部付                             |          |
| 13       | 萬年 敬    | 2024.9.13 -            | 防大42期            | 護衛艦隊司令部幕僚 兼 自衛艦隊司令部勤務          |                                                |          |

## 艦名
発音としての艦名では、旧海軍での計画艦戦艦「近江」（命名由来「旧国名」）、掃海艇「おうみ」（命名由来「山口県長門市の青海島」）に続く3代目であるが、本艦の命名由来は「琵琶湖の古名」とそれぞれ出典が異なる。
海上自衛隊の補給艦の艦名には「貯めた水などを供給する」という趣旨から、歴代、湖の名前が用いられているが、同時に地域を分散させることも考慮され、近畿・中国・九州地区の湖（四国にはダム湖以外の湖自体存在しない）からの命名を要求されたましゅう型2番艦において、担当者の困惑は大きく、退官した幹部候補生学校同期生の意見をトレースし、結局日本最大の湖である琵琶湖の万葉集で見られる古名「淡海（淡水の海。あふみ)」から取られた。これは自衛艦としては「現存しない地名」由来の初の艦名であった。
海上自衛隊の先代の「おうみ」（山口県青海島に由来）は、たかみ型掃海艇MSC-644であり、決裁の回議中にその事を問題視する意見も出た。
本型の1番艦である「ましゅう」の元になった摩周湖も法律上は湖ではなく「巨大な水たまり」に過ぎない。
「ときわ」も常盤池が艦名由来で、湖ではない。
琵琶湖も、淀川の一部である。